# Chołowice
Chołowice (w latach 1977–1981 Nadbrzeżna) – wieś w Polsce położona w województwie podkarpackim, w powiecie przemyskim, w gminie Krasiczyn}. Leży nad Sanem.
Wieś starostwa przemyskiego położona była na przełomie XVI i XVII wieku w powiecie przemyskim ziemi przemyskiej województwa ruskiego, była wieś należąca do żupy solnej przemyskiej.
Do 1954 przysiółkiem Chołowic były Przedchołowice, obecenie jest to przysiółek wsi Reczpol, położonej po przeciwnej stronie Sanu w gminie Krzywcza.
W latach 1975–1998 miejscowość administracyjnie należała do województwa przemyskiego.

## Ludzie
- Na przełomie XIX/XX wieku właścicielem ziemskim dóbr we wsi był Mieczysław Paszkudzki[10].
- We wsi zamieszkała Małgorzata Chomycz-Śmigielska (ur. 1978[11]) – polska polityk, urzędnik państwowy i samorządowy. W latach 2007–2010 wicewojewoda podkarpacki, a w latach 2010–2015 wojewoda podkarpacki[12].